# Anthony-Maria Browne, 2:e viscount Montague
Anthony-Maria Browne, 2:e viscount Montague (eller Montagu), född 1574, död den 23 oktober 1629, var en engelsk adelsman. Han föddes 1574 som sonen till Anthony Browne (den äldste sonen till Anthony Browne, 1:e viscount Montague) och Mary Dormer. Han blev den andre vicomten Montague vid 18 års ålder efter att hans farfar hade avlidit 1592 och från honom ärvde han en fastighet som inbringade mellan £3 600 och £5 400 varje år.
Efter att Guy Fawkes hade lämnat skolan började han arbeta för Montagues farfar. De två drog dock inte jämnt och Fawkes avskedades efter en kortare tjänstgöring. Fawkes anställdes då istället av Montague. För detta ansågs Montague ha varit inblandad i krutkonspirationen; han arresterades och satt fängslad i ungefär ett år i Towern. Han skrev sedan en bok under namnet A Booke of Orders and Rules.
Montague avled den 23 oktober 1629 och begravdes i Midhurst Church, Midhurst, West Sussex.

## Familj
Montague gifte sig 1591 med Jane Sackville, dotter till Thomas Sackville, 1:e earl av Dorset, och tillsammans fick de barnen:
- Francis Browne, som dog ung.
- Anthony Browne, som dog ung.
- Francis Browne, 3:e viscount Montague, som gifte sig med Elizabeth Somerset, dotter till Henry Somerset, 1:e markis av Worcester.
- Mary Browne, som först gifte sig med William Paulet, lord St. John och senare med William Arundell av Horningsham, Wiltshire.
- Catherine Browne, som gifte sig med William Tyrwhit.
- Mary Browne, som gifte sig med Robert Petre, 3:e baron Petre.
- Frances Browne, som gifte sig med John Blomer.
- Anne Browne, som blev nunna.
- Lucy Browne, som blev nunna.